# Geografia Principatului Monaco
Principatul Monaco este situat în partea de  sud-vest a Europei, pe Coasta de Azur, în apropierea orașului francez Nice. Din punct de vedere al suprafeței continentale, Monaco este penultimul stat din lume (2,02 km²), doar Vaticanul ocupând un spațiu mai restrâns (0,44 km²). Se învecinează cu Franța în părțile de nord, vest și est, iar în partea de sud are ieșire la Marea Mediterană având o coastă cu o lungime de aproximativ 2 kilometri. Este localizat pe coasta mediteraneană, la 18 km est de Nisa, aproape de frontiera cu Italia. Principatul este înconjurat pe trei laturi de regiunea franceză Provence-Alpes-Côte d'Azur. Acesta se află în zona temperată, clima este mediteraneană înregistrându-se, pe parcursul anului, temperaturi între 8°C și 35°C. Relieful este deluros, constând într-o plajă lungă și dealuri abrupte, dealurile ridicându-se la 63 de metri deasupra nivelului mării. Este o prelungire a Alpilor Maritimi, cu altitudinea maximă de 162 m.
Monaco este cunoscut pentru peisajul natural și clima însorită. Temperatura minimă medie este în ianuarie de 8 °C, iar în iulie 26 °C.
Din punct de vedere demografic, Monaco are o populație de aproximativ 39.000 de locuitori, ocupând locul 205 în lume. În schimb când este vorba despre densitatea populației acesta ocupă locul 1 la nivel mondial cu o densitate de aproximativ 19310 locuitori pe kilometru pătrăt.

## Divizii administrative
Monaco este împărțit în patru zone: 
- Monaco-Ville, orașul vechi ce este amplasat pe un teren stâncos ce se extinde în Marea Mediterană;
- La Condamine, partea nord-vestică care include și zona portului, este subdivizată în trei regiuni:

- Moneghetti, ce corespunde zonei portului;
- Les Revoires, cuprinzând Grădinile exotice;
- La Colle, situată la granița vestică;

- Monte Carlo, cuprinzând:

- zona turistică și cazinoul aflate în centru;
- Larvotto, plaja din estul principatului;
- Saint Roman și Tenao, în nord-est;
- Saint Michel, zona rezidențială;

- Fontvieille, o zonă nou construită.